# Gamla Riksbankshuset, Karlstad

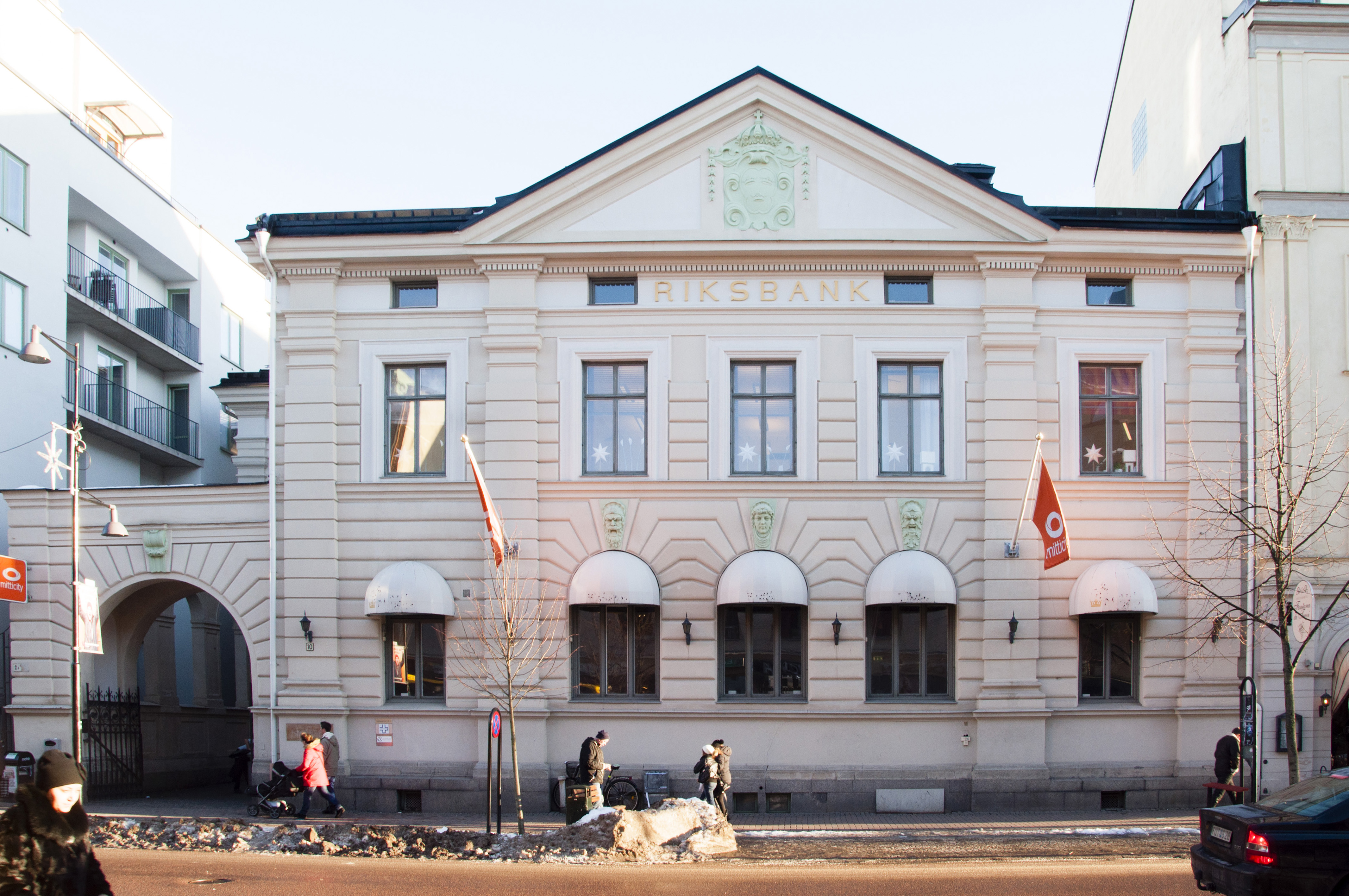
Gamla Riksbankshuset

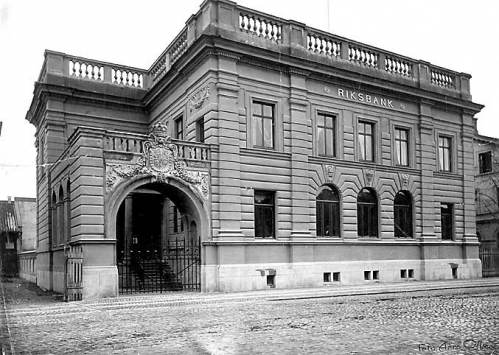
Bankhuset före ombyggnaden

Gamla Riksbankshuset i Karlstad var Riksbankens första byggnad i residensstaden, belägen på Järnvägsgatan 10. Riksbanken hade ett avdelningskontor i Karlstad 1889-1999.
Riksbankshuset byggdes 1898-1899 och är ritat av arkitekten Aron Johansson. Han var samtidigt i färd med att uppföra Riksdagshuset i Stockholm samt Riksbankshuset på andra sidan Riksgatan och hade även fått uppdraget att upprätta ritningar för filialer i flera av residensstäderna. Från tomten vid Järnvägsgatan var avståndet kort till Wermlands hypoteksförening och Wermlands Enskilda bank som sedan 1850 respektive 1860-talet huserade utmed Älvgatan.
Johansson utformade den grå putsfasaden i 1600-talsklassiscism, med en kraftig linjerustik. Ingången är indragen med ett entrévalv åt gatan. Ursprungligen avslutades fasaden och valvet med en balustrad, men senare ersattes denna med en fronton med riksvapnet i relief. Bankhallen bärs upp av gjutjärnskolonner och är placerad i bottenvåningen. Den belystes åt gatan med tre stora fönster. Vid sidan om bankhallen låg direktörens rum samt ett frukostrum med fönster åt gatan. Rummen för direktion och ombudsman placerades mot gården. Övervåningen inreddes som direktörsbostad med sex rum och kök samt en pigkammare. Här fanns även en liten vaktmästarbostad som vette åt gården. I källaren placerades valvet.
I slutet av 1980-talet uppförde Riksbanken ett nytt hus utmed älvkanten i stadsdelen Klara. I den gamla bankhallen och valvet har sedan 1987 funnits café och restaurang.